# Nissan Ariya
De Nissan Ariya is een volledig elektrische SUV, gelanceerd in 2020 door de Japanse autobouwer Nissan. De auto werd in eerste instantie leverbaar in Japan, maar volgt ook later in Europa en de Verenigde Staten. Na de Leaf is de Ariya het tweede volledig elektrische model van het merk.

## Concept

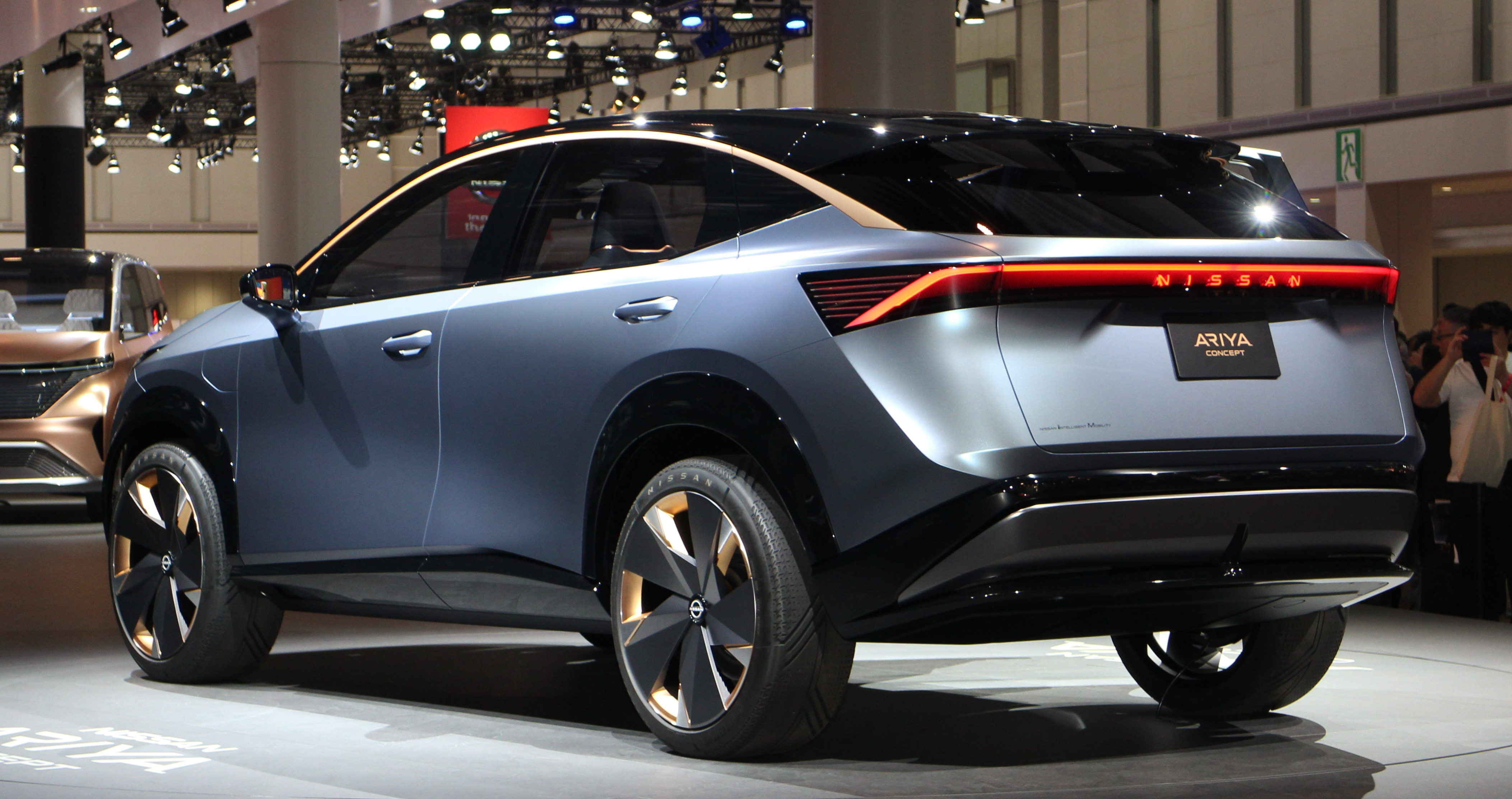
Nissan Ariya Concept

Op 24 oktober 2019 toonde Nissan de Ariya Concept, die werd tentoongesteld op de Tokio Motor Show. Het is een SUV met aflopende daklijn die geïnspireerd is op de Sportback-versie van de Audi Q3. Met een lengte van 4,59 meter is de auto ietwat groter dan een Qashqai, maar kleiner dan een X-Trail. Met behulp van ProPilot kan de Ariya Concept autonoom rijden.
Later maakte Nissan bekend de Ariya in productie te nemen.

## Productie

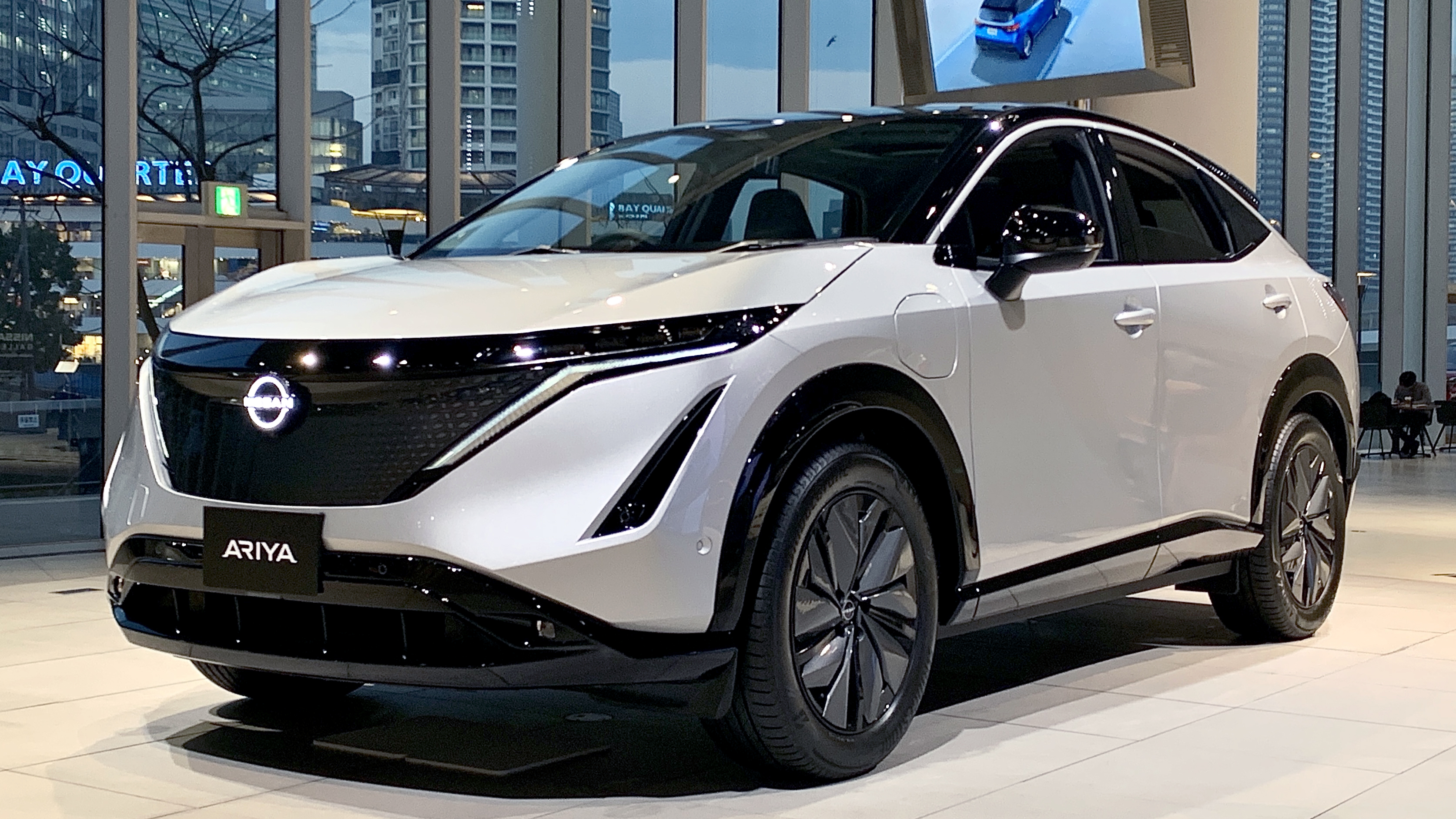
Nissan Ariya (productieversie)

De leveringen begonnen in juli 2020 en gingen door vanaf modeljaar 2021. Aanvankelijk was het bedoeling dat Nissan hem in 2021 op de markt brengt, maar de productieversie werd halverwege 2020 getoond. De auto heeft voorwielaandrijving met vierwielaandrijving als beschikbare optie. Het vermogen en koppel lopen uiteen van 163 kW/300 Nm tot 291 kW/600 Nm. De auto concurreert met de Jaguar I-Pace en de Mazda MX-30.

### Motoren
Er zijn vijf motoren beschikbaar
| Uitvoering | Vermogen | Koppel | Bereik | Oplaadsnelheid |
| ---------- | -------- | ------ | ------ | -------------- |
| 230 MJ     | 163 kW   | 300 Nm | 360 km | 130 km         |
| 230 MJ     | 209 kW   | 560 Nm | 340 km | 130 km         |
| 320 MJ     | 181 kW   | 300 Nm | 560 km | 130 km         |
| 320 MJ     | 228 kW   | 600 Nm | 460 km | 130 km         |
| 320 MJ     | 291 kW   | 600 Nm | 400 km | 130 km         |

Huidige modellen Europa:
370Z ·
Ariya ·
Cabstar ·
Cube ·
GT-R ·
Interstar ·
Juke ·
Leaf ·
Micra ·
Murano ·
Navara ·
Note ·
NV200 ·
NV300 ·
NV400 ·
Pathfinder ·
Primastar ·
Qashqai ·
Townstar ·
X-Trail

Huidige modellen internationaal:
Altima ·
Armada ·
Bluebird ·
Caravan ·
Elgrand ·
Fuga ·
Maxima ·
NV ·
Patrol ·
Rogue ·
Sentra ·
Serena ·
Skyline ·
Skyline ·
Skyline Crossover ·
Sunny ·
Teana ·
Tiida ·
Titan ·
Xterra

Concepten:
Forum ·
Jikoo ·
Pivo ·
Urge

Uit productie:
100NX ·
200SX ·
300ZX ·
350Z ·
Almera ·
Almera Tino ·
Bluebird ·
Cedric ·
Cherry ·
Cima ·
Gloria ·
Kubistar ·
Laurel ·
Pixo ·
Prairie ·
Primera ·
Pulsar ·
Silvia ·
Stanza ·
Terrano ·
Vanette